# Valon Ahmedi
Valon Ahmedi (født 7. oktober 1994 i Ohrid, Makedonien) er en albansk fodboldspiller, der spiller for italienske F.C. Südtirol.

## Karriere
Ahmedi blev født i Makedonien af albanske forældre, men er opvokset i den italienske bydel, Castellanza. Han startede først i 2011 med at spille fodbold, da han tørnede ud for F.C. Südtirol om ynglingespiller, eftersom han var blevet scoutet af klubbens talentspejdere. Ahmedi spillede bemærkelsesværdig godt, og blev i presæsonen 2012/13 rykket op på seniortruppen. Den 22. december 2012 fik Ahmedi sin debut, da han i 89' minut erstattede Alessandro Campo i et 1-1 opgør imod Tritium Calcio 1908.

## International karriere
Ahmedi kunne vælge at spille for Makedonien, fordi han er født der, Albanien pga. hans albanske rødder samt Italien, da han havde italiensk pas. Ahmedi valgte at stille op for Albaniens U/19-landshold. Grundet Ahmedis flotte præsentationer for F.C. Südtirols ungdomshold, blev han inviteret til en venskabskamp imod Bosnien-Hercegovina U/19 den 8. maj 2012, hvor han startede inde som angriber i Albaniens 3-1 sejr.
Ahmedi imponerede for U19 landsholdet og det resulterede i, at han blev udtaget af U/21-landsholdstræneren. Han blev udtaget for første gang 6. februar 2013 til en venskabskamp imod Makedoniens U/21-landshold.